# Neill Blomkamp
Neill Blomkamp, född 17 september 1979 i Johannesburg, är en sydafrikansk filmregissör, filmproducent, animatör och manusförfattare. Han har regisserat filmen District 9 som nominerades till fyra Oscar.

## Filmografi (i urval)
- 2009 – District 9
- 2013 – Elysium
- 2015 – Chappie